# TT44

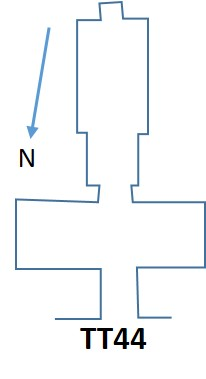
Plan esquemático de la tumba TT44.

La tumba tebana TT44 está situada en Sheij Abd el-Qurna, formando parte de la necrópolis tebana, en la orilla oeste del Nilo, frente a Luxor, Egipto.
| i | mn · n · M | H | b | W3 |

| i | mn · n · M | H | b | W3 |

Es el lugar de enterramiento del antiguo egipcio Amenemhab, sacerdote uab de Amón del Antiguo Egipto, que llevaba el título de "sacerdote uab ante Amón". Fechado en Época Ramésida del Imperio Nuevo de Egipto.